# Новый Артаул
Новый Артаул (баш. Яңы Уртауыл) — село в Янаульском районе Республики Башкортостан Российской Федерации. Центр Новоартаульского сельсовета.

## География

### Географическое положение
Расстояние до:
- районного центра (Янаул): 17 км,
- ближайшей ж/д станции (Янаул): 17 км.

## История
В 1847 году жители деревни Старый Уртаул основали поселение Новый Уртаул, который ныне носит название Новый Артаул. Также имелось другое название: Янтыки.
В 1850 году в деревне проживало 197 человек (89 мужчин и 108 женщин) в 22 дворах, а в 1859 году в ней насчитывалось 318 башкир-вотчинников в 55 домах.
По переписи 1897 года в деревне проживало 639 человек (343 мужчины, 296 женщин), из них 603 магометанина.
В 1904 году в деревне Новый Артаул, центре Ново-Артауловской волости Осинского уезда Пермской губернии — 120 дворов (из них 118 крестьянских) и 563 жителя (284 мужчины, 279 женщин), башкиры-вотчинники.
По переписи 1920 года в деревне было 162 двора и 928 жителей (425 мужчин, 503 женщины).
В 1923 году был образован Новоартаульский сельский совет.
К 1926 году деревня была передана из Уральской области в состав Янауловской волости Бирского кантона Башкирской АССР.
В 1939 году в деревне Ново-Артаул, центре Ново-Артаульского сельсовета Янаульского района — 908 жителей (436 мужчин, 472 женщины). В 1959 году уже в селе Новый Артаул, центре Новоартаульского сельсовета проживало 677 человек (282 мужчины, 395 женщин). В 1970 году здесь проживало 819 человек (352 мужчины, 467 женщин), в 1979 году — 771 житель (330 мужчин, 441 женщина).
В 1989 году численность населения села составила 717 человек (319 мужчин, 398 женщин).
В 2002 году — 811 человек (402 мужчины, 409 женщин), преобладали башкиры (78 %).
В 2010 году — 881 человек (430 мужчин, 451 женщина).

## Население
| 2002 | 2009 | 2010 |
| ---- | ---- | ---- |
| 811  | ↗886 | ↘881 |

## Инфраструктура
В селе имеются средняя общеобразовательная школа, детский сад «Василёк», почтовое отделение, филиал Сбербанка, сельская врачебная амбулатория, культурно-досуговый центр и модельная библиотека, магазины. Действуют зерноток, машинно-тракторная мастерская, молочно-товарная ферма.

## Религия
В селе есть мечеть Габдулхака.

## Люди, связанные с селом
- Амиров, Халим Насретдинович (1894 — после 1936) — участник башкирского национального движения, работал в Башкирском правительстве в Оренбурге.
- Гайнан Амири (1911—1982) — башкирский писатель, переводчик, член Союза писателей Башкирской АССР (1939), заслуженный работник культуры РСФСР (1971) и Башкирской АССР (1969).